# 雜食性動物
雜食性动物（omnivore）又称杂食动物、杂食类、杂食者，是以植物、肉类、菌类、蜂蜜等为食的動物，因此對周遭環境有較強的適應力。值得注意的是，有些動物的生理結構雖屬雜食性，但生活習性卻傾向於植食性动物或肉食性动物。另外植食性动物和肉食性动物在特定情況出現下，會出現一些違反食性的行為，但不能因此說牠們是雜食性動物。雜食性亦不等於食譜廣，機會主義的植食性和肉食性動物，食譜均比某些雜食性動物更為广泛。

## 分類
| - 長腳蜂 - 螞蟻 - 蟑螂 - 十字瓢蟲 - 小雞尾蜂 - 美洲大螽斯 | - 雞 - 鴨 - 麻雀 - 烏鴉 - 喜鵲 - 秧雞 - 奇異鳥 - 綠蠵龜 - 草蜥 | - 智人 - 黑猩猩 - 大猩猩 - 红猩猩 - 猕猴 - 狒狒 - 棕熊 - 美洲黑熊 - 亚洲黑熊 - 懒熊 - 马来熊 - 眼镜熊 - 浣熊 - 赤狐 - 貉 - 狗獾 - 猪獾 - 蜜獾 - 貂熊 - 家鼠 - 野豬 - 大部分啮齿目 - 老鼠 - 狗 - 貓 |